# Short Circuit
Pour les articles homonymes, voir Court-circuit (homonymie).
Série
Appelez-moi Johnny 5
(1988)
Pour plus de détails, voir Fiche technique et Distribution.
Short Circuit, ou Cœur circuit au Québec ou Court-circuit en Belgique, est un film américain  réalisé par John Badham, sorti en 1986. Il est suivi par Appelez-moi Johnny 5 (1988).

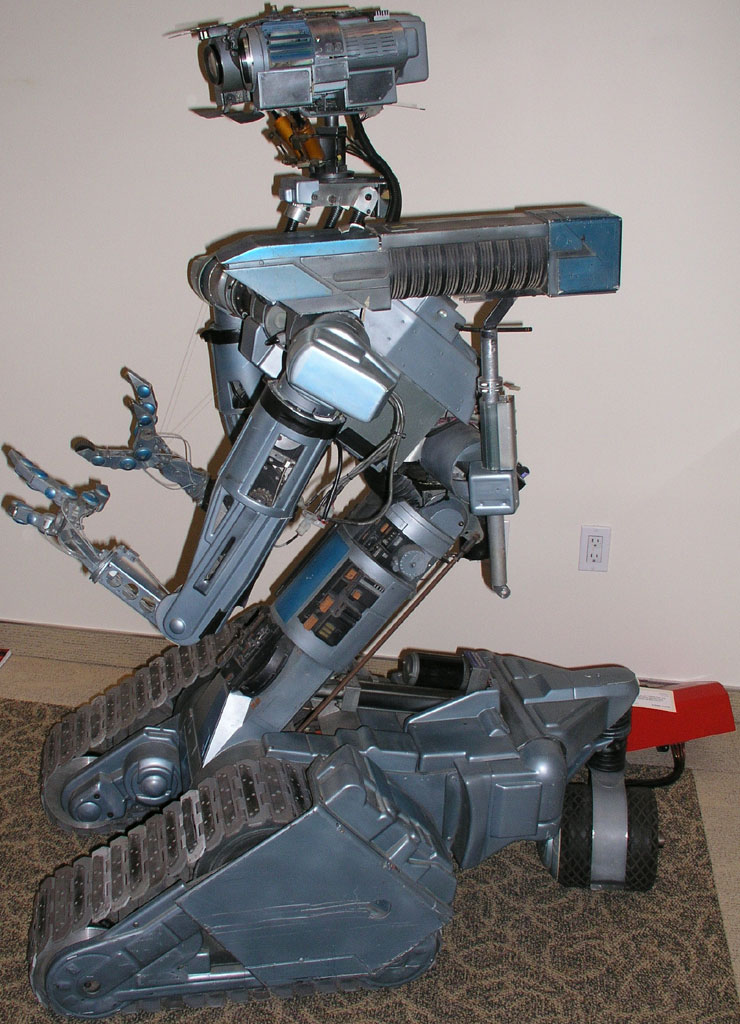
Le robot Numéro 5

Grâce à un certain succès aux États-Unis, Short Circuit est communément admis comme étant un film culte des années 1980, aux côtés de Wargames (1983) du même réalisateur.

## Synopsis
Conçu par le Pr. Newton Crosby et son assistant Benjamin Jahrvi, Numéro 5 n’est rien de plus qu’une machine sophistiquée destinée à des fins militaires. Quand la foudre lui tombe dessus, il est alors doué de la pensée et d’un solide sens de l’humour. Totalement déboussolé, le robot va trouver refuge auprès d’une jolie écologiste. Mais déjà, l’armée le traque dans le seul but de le réduire à l’état de pièces détachées…

## Fiche technique
Sauf indication contraire, les informations mentionnées dans cette section peuvent être confirmées par la base de données cinématographiques IMDb,  présente dans la section « Liens externes ».
- Titre original et français : Short Circuit
- Titre québécois : Cœur circuit
- Titre belge : Court-circuit
- Réalisation : John Badham
- Scénario : Brent Maddock et S. S. Wilson
- Musique : David Shire
- Effets spéciaux : Syd Mead et Eric Allard
- Conception des génériques : David Oliver (en)
- Photographie : Nick McLean (en)
- Montage : Frank Morriss
- Décors : Dianne Wager
- Production : David Foster, Gregg Champion et Lawrence Turman
- Sociétés de production : Producers Sales Organization et The Turman-Foster Company
- Société de distribution : TriStar
- Pays de production :  États-Unis
- Langue originale : anglais
- Format : couleur - 35 mm - 2,35:1 - Dolby SRD
- Genre : comédie, science-fiction
- Durée : 98 minutes
- Dates de sortie[2] :
  - États-Unis : 9 mai 1986
  - France : 20 août 1986

## Distribution

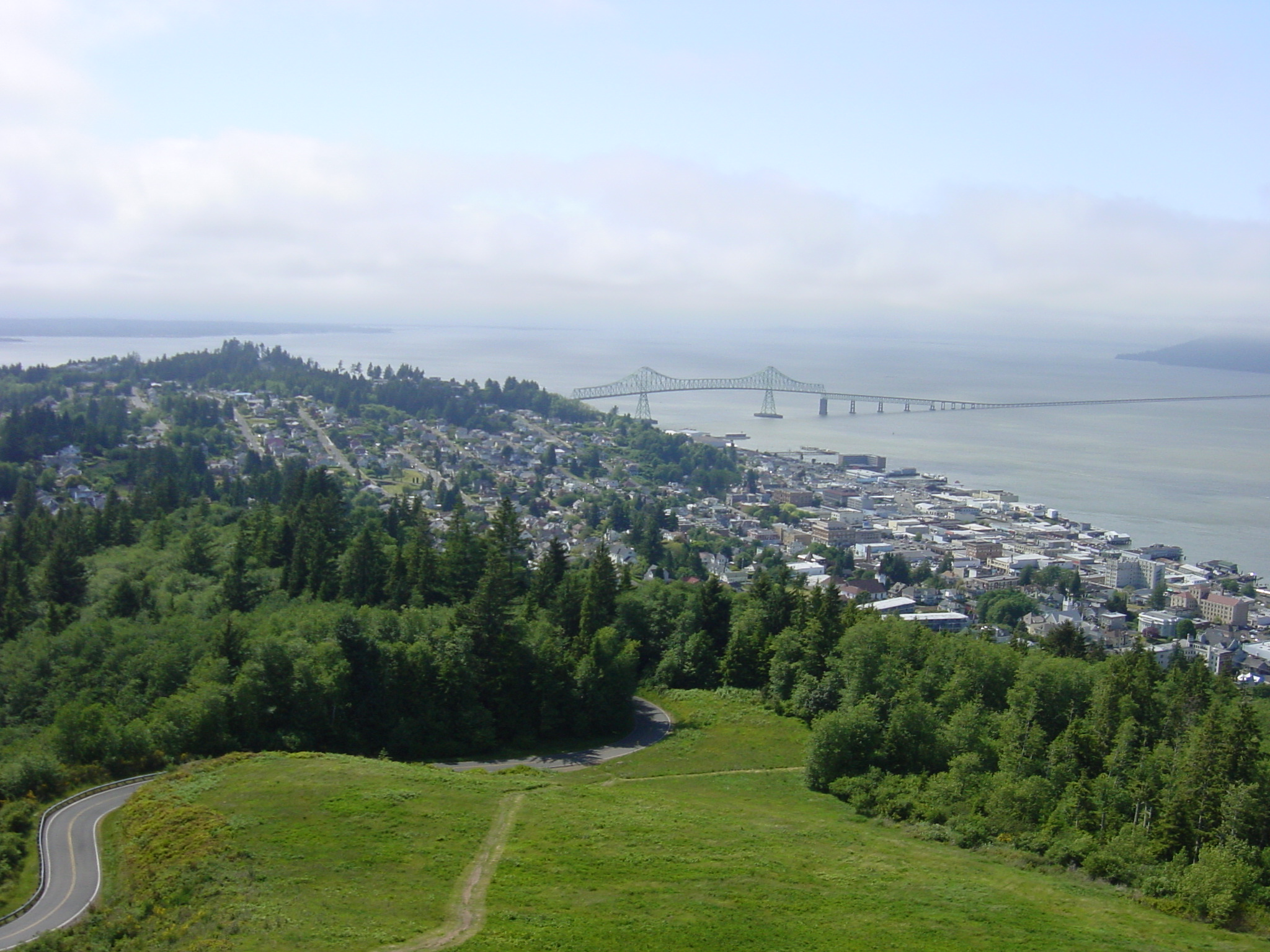
Une vue du pont Astoria-Megler (en Oregon) apparaissant dans le film.

- Ally Sheedy (VF : Françoise Dasque) : Stephanie Speck
- Steve Guttenberg (VF : Hervé Bellon) : Newton Crosby
- Fisher Stevens (VF : Jean-Claude Montalban) : Ben « Jabutiya » Jahrvi
- Tim Blaney (VF : Jean-François Vlérick) : Numéro 5 (voix)
- Austin Pendleton (VF : Jean-Pierre Leroux) : Howard Marner
- G. W. Bailey (VF : Marc de Georgi) : Skroeder
- Brian McNamara (VF : Éric Baugin) : Frank
- Marvin J. McIntyre (ru) (VF : Richard Darbois) : Duke
- John Garber : Otis
- Penny Santon : Mme Cepeda
- Vernon Weddle : le général Washburne
- Barbara Tarbuck : le sénateur Mills
- Tom Lawrence : l’assistant d’Howard Marner
- Bill Norton (VF : Michel Dodane) : Numéro 2 (voix)
- Thomas Lance (VF : Patrick Guillemin) : Numéro 3 (voix)
- Martha Mills (VF : Céline Monsarrat) : le robot-serveur
- Fred Slyter : Norman
- Billy Ray Sharkey : Zack
- John Badham : un cadreur (caméo)

## Production
Le scénario de S. S. Wilson et Brent Maddock est inspiré d’un sujet d’étude relatif à E.T., l'extra-terrestre (1982) qu’ils avaient rédigé à l’Université de Caroline du Sud[réf. nécessaire].
Le tournage a lieu dans l'Oregon (Astoria, Cascade Locks, Portland, Crown Point, barrage de Bonneville, Beaverton), en Californie (Vasquez Rocks, Santa Clarita) ou encore dans l'État de Washington (North Bonneville).

## Musique
L'album de la bande originale est diffusée tardivement (22 ans après le film). La musique est composée par David Shire, mais contient deux chansons d'auteurs/compositeurs de musique contemporaine. La musique du film remporta un BMI Film Music Award en 1987.

## Distinctions
- Aux 14e cérémonie des Saturn Awards 1987 : le film est nommé dans les catégories meilleur film de science-fiction, meilleur réalisateur et meilleurs effets visuels, prix finalement tous remportés par Aliens, le retour de James Cameron[4].
- David Shire obtient le BMI Film Music Award en 1987.

## Commentaires

### Sorties en vidéo
Une édition collector à l'image restaurée est sortie à plusieurs reprises en zone 1 aux formats DVD et Blu-Ray, mais ne propose aucune bande son ou sous-titres français.
En France (zone 2), le film est édité en SD par Edito (filiale de Fravidis), a priori transféré d'une VHS, et ne proposant que la bande son française. Il est actuellement le seul DVD francophone disponible.
Le film est disponible sur amazon prime vidéo en France.

### Clins d’œil
La séquence où Numéro 5 danse avec Stephanie en regardant La Fièvre du samedi soir (1977), film également réalisé par John Badham.
Numéro 5 regarde le film Scarface (1932) puis imite l'acteur George Raft.

### Jeu vidéo
Un jeu vidéo basé sur le film est développé par Ocean Software. Il contient deux parties distinctes : une d’arcade où Numéro 5 s’échappe des laboratoires et une d’action où Numéro 5 parcourt l’Oregon en éliminant des militaires. Ce jeu se décline sur les plates-formes de l’époque : Amstrad CPC, ZX Spectrum et Commodore 64.